# Gera Midirna Keya Gebriel
Gera Midirna Keya Gebriel är ett distrikt i Etiopien. Det ligger i den centrala delen av landet, 200 km nordost om huvudstaden Addis Abeba.